# Cepheuptychia cephus
 Cepheuptychia cephus  (syn. Pilata satyr, Cephus satyr) – motyl dzienny z rodziny rusałkowatych (Nymphalidae).
Wygląd
Rozpiętość skrzydeł 4 cm. Samiec błękitny, opalizujący. Jego spód również jasnoniebieski w czarne paski z dwiema plamkami przypominającymi oczy. Samice brązowe z niebieskim paskiem i błękitne od spodu.
Występowanie
Brazylia, Kolumbia, Surinam.